# 鈴羽みう
鈴羽 みう（すずは みう、1989年9月25日 - ）は、埼玉県出身のAV女優。ティーパワーズ所属。

## 略歴・人物
2014年3月、ビデオメーカー・kawaii*の専属女優としてデビューした小柄で巨乳のAV女優。
同年8月よりMOODYZの専属女優となった。
特技: 料理

## 出演作品

### アダルトDVD
2014年
- 騎乗位が凄いEカップ美乳ちゃんkawaii*専属AVデビュー!!（3月25日、kawaii*）
- びちゃびちゃ潮吹き! 騎乗位セックchu♥（4月25日、kawaii*）
- kawaii*おっぱい風俗パラダイス（5月25日、kawaii*）
- トリプル巨乳ハーレムエステ 発射するまで性感帯を絶えず3点責め（6月25日、kawaii*）共演:桜川かなこ、さとう愛理
- 痴漢に狙われた女子校生（7月25日、kawaii*）
- はじめての真性中出し（8月1日、MOODYZ）
- 同時にイクまで昇り詰めるSEX（9月1日、MOODYZ）
- ズコバコ超乱交（10月1日、MOODYZ）
- 完全1対1 OL監禁調教（11月1日、MOODYZ）

2015年
- シェアハウス監禁女体採集 Episode2（10月7日、アタッカーズ）

### イメージDVD
- 『ええじゃないか』（2014年3月1日、未満）